# Tess (film)
Tess är en fransk-brittisk dramafilm från 1979 i regi av Roman Polanski. Filmen är baserad på romanen Tess av d'Urberville av Thomas Hardy från 1891.
Filmen hade premiär i Västtyskland den 25 oktober 1979, och släpptes i Frankrike 31 oktober 1979 och i Sverige 12 december 1980.

## Handling
Den vackra och oskuldsfulla Tess Durbeyfield är dotter till en bonde. När hennes far får reda på att de härstammar från den adliga släkten d'Urberville ordnar han plats åt henne hos de rika d'Urbervilles. Sonen i familjen, Alec d'Urberville försöker förföra Tess, men då detta inte lyckas så våldtar han istället henne och när hon kommer tillbaka till sina föräldrar är hon med barn. Senare reser Tess bort för att arbeta som mjölkerska och träffar då på den unge Angel Clare, som planerar att resa ut som missionär. De blir förälskade och Angel vill gifta sig med Tess. Men hon har inte vågat berätta om sitt förflutna för honom.

## Rollista i urval
- Nastassja Kinski - Tess Durbeyfield
- Peter Firth - Angel Clare
- Leigh Lawson - Alec Stokes-d'Urberville
- John Collin - John Durbeyfield
- Rosemary Martin - Mrs. Durbeyfield
- Carolyn Pickles - Marian
- Richard Pearson - pastorn av Marlott
- David Markham - pastor Clare
- Pascale de Boysson - Mrs. Clare
- Suzanna Hamilton - Izz Huett
- Caroline Embling - Retty
- Tony Church - pastor Tringham
- Sylvia Coleridge - Mrs. d'Urberville
- Fred Bryant - mejerist Crick
- Tom Chadbon - Cuthbert Clare
- Arielle Dombasle - Mercy Chant
- Dicken Ashworth - bonden Groby
- Lesley Dunlop - flicka i hönshus